# Renault AE/Magnum
Pour les articles homonymes, voir Magnum.
Le Renault Magnum né Renault AE lors de son lancement et jusqu'en 1992, est un camion produit par Renault Véhicules Industriels - R.V.I. de 1990 à 2013. Il a été également commercialisé par Mack Trucks. 
C'est le premier camion français à cabine avancée à proposer un plancher de cabine plat (pas de tunnel moteur) qui libère de l'espace et facilite les déplacements dans la cabine (partie travail / partie repos). En effet, la cabine suspendue pneumatiquement en quatre points est séparée du moteur.

## Histoire
L'étude a commencé en 1979, année où Renault entrait à hauteur de 10 % dans le capital du constructeur américain Mack Trucks. À partir de 1980, l'étude V.I.R.A.G.E.S - Véhicule Industriel de Recherche pour l'Amélioration de la Gestion de l'Energie et la Sécurité, prend corps.  C'est sous le nom de code "Ligne 11", à partir de 1984, que le constructeur lyonnais R.V.I. - Renault Véhicules Industriels, développe et met au point son grand routier. Deux prototypes sont réalisés, le VE 10 en 1985 et le VE 20 en 1988 qui serviront de base au camion du futur selon Renault. En 1990, l'AE est prêt. Lors de sa présentation officielle, il impressionne le monde du transport routier par son caractère atypique, novateur, voire révolutionnaire : la position de l'essieu avant, la hauteur du poste de conduite, la taille du pare-brise, le concept général avec la séparation entre la cabine et la mécanique, la planche de bord plate et futuriste et surtout, la puissance de 502 ch délivrée par le moteur V8 Mack de 16,4 litres, qui fait alors de l'AE500 le camion le plus puissant jamais fabriqué en France. Une version entrée de gamme équipée du moteur Renault de 12 litres développant 380 ch figure également au catalogue. En 1991, l'AE est élu « camion de l'année »… En 1992, R.V.I. ayant décidé de ne donner que des noms commençant par M à ses productions, l'AE est renommé Magnum.

## Premier modèle

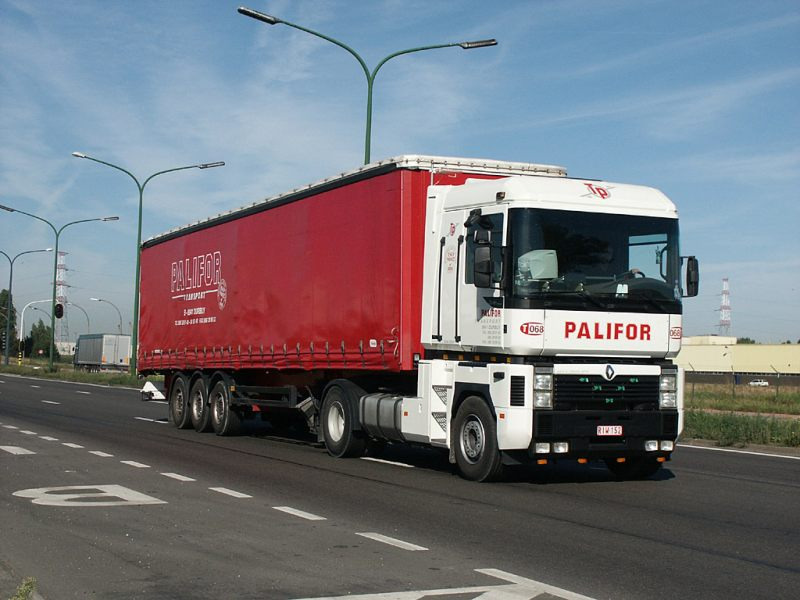
Le Renault Magnum après 1997.

Le Renault Magnum est le fruit d'une étude en vue de proposer un tracteur lourd innovateur pour les longs trajets. Il dérive du prototype Renault Virage concept de 1985. Son design est dû au célèbre designer Marcello Gandini (père des Lamborghini Miura et Countach notamment).
Depuis le début de sa commercialisation en 1990, il a connu plusieurs modifications, tant sur le plan esthétique que sur le plan de la motorisation.
À sa sortie, l'AE est proposé en 2 versions répondants à la norme Euro 0. En 1992, il passe à la norme Euro 1 avec 3 versions puis il passe à la norme Euro 2 en 1996 et bascule entièrement en moteur Mack.
La nomination en « AE » sera abandonnée en 1997 avec la sortie du Magnum Intégral. En 2000, le Magnum passe à Euro 3 avec les nouveaux 6 cylindres Mack E-Tech. 
La suspension est pneumatique, les freins à air comprimé sont à disques et l'ABS est en option.
Le Renault AE a été élu « Truck of the year » en 1991. Renommé Magnum en 1992, il est restylé pour la première fois en 1997. Les principales modifications portent sur la calandre, le tableau de bord et les moteurs tous d'origine Mack.

## Magnum restylé (2001)

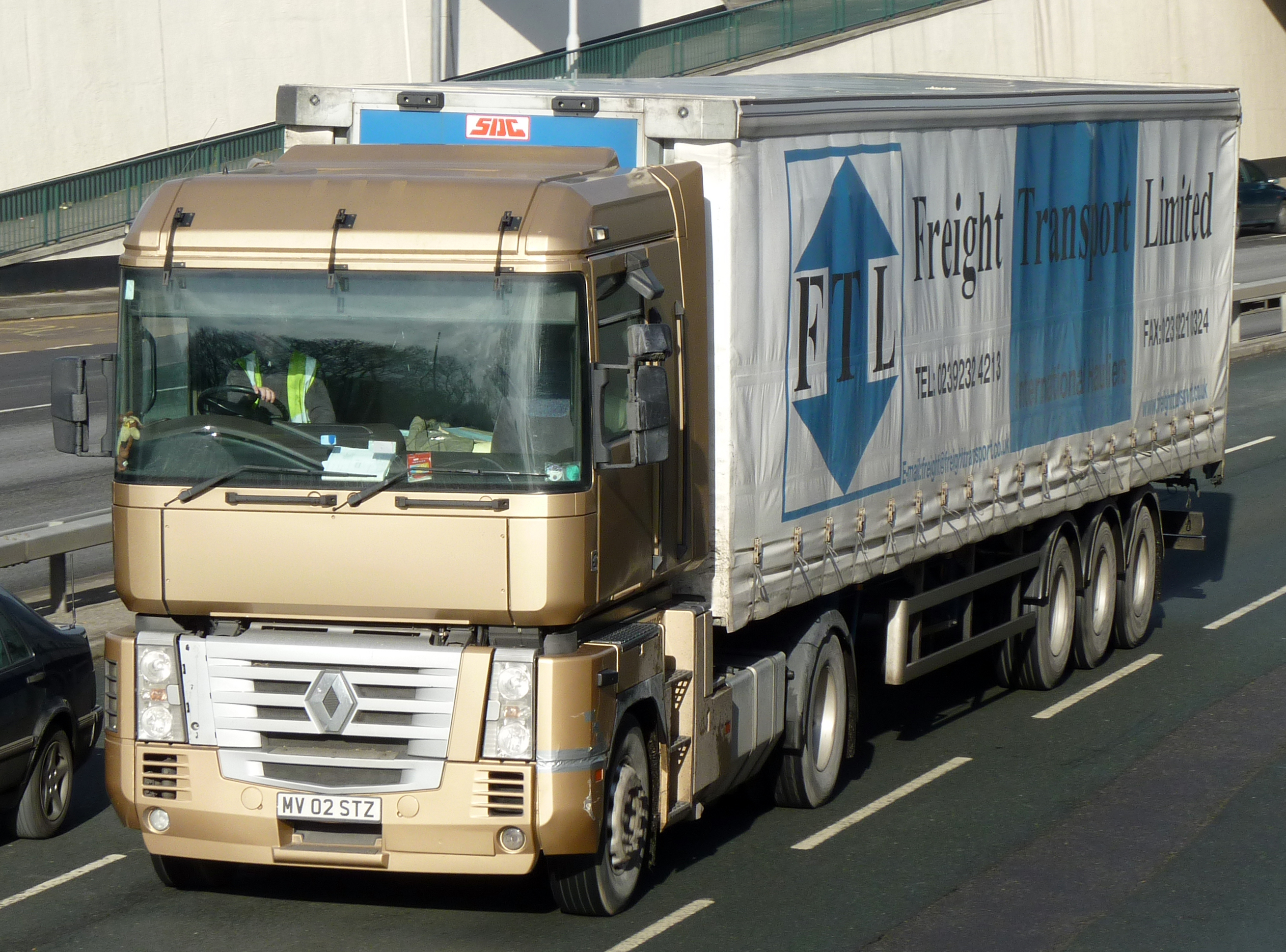
Le Renault Magnum de 2001

En 2001, Renault V.I. lance une nouvelle version du Magnum. La cabine va connaître un premier remodelage complet : face avant avec calandre en U, nouveaux aménagements intérieurs modulables : coin salon avec table escamotable, plus d'espaces de rangement… avec différents packs. Cette nouvelle déclinaison de la finition est inédite et va inspirer la concurrence.
Le nouveau Magnum est toujours équipé du moteur Mack E7 mais dans la nouvelle version E-Tech pour se conformer à la norme Euro 3. Les puissances sont: 
- 400 ch et 1 850 N m à 1 100 tr/min,
- 440 ch,
- 480 ch et 2 250 N m.

Le Mack E9 V8 n'est plus disponible car sa fabrication a été arrêtée chez Mack aux États-Unis. Renault V.I. ayant vendu son usine de boîtes de vitesses à ZF, les transmissions sont désormais des ZF Ecosplit à commande manuelle ou des AS-Tronic robotisées.

## Motorisation Volvo (2005)
En 2001, Renault V.I. est vendu et intégré dans Volvo AB. En 2002, R.V.I., devenu une simple filiale de Volvo Trucks, est renommé Renault Trucks. Cette intégration se répercute sur le Magnum en 2005 avec l'adoption du moteur Volvo D12, rebaptisé DXI12 et disponible en 440 ou 480 ch avec la boîte robotisée I-shift, appelée Optidriver.
La configuration mécanique se présente comme suit:  
- 440 ch à 1 800 tr/min avec un couple de 2 040 N m constant de 1 050 à 1 450 tr/min.
- 480 ch et 2 240 N m
- Option transmission automatisée Optidriver II - 12 rapports avant.

Des changements interviennent au niveau de la chaîne cinématique du nouveau moteur DXi 13 (dérivé du Volvo D13) commun au Volvo FH, répondant à la norme Euro 4 et réglé à 460 et 500 ch.
- 500 ch entre 1 400 et 1 900 tr/min avec un couple de 2 450 N m constant de 1 100 à 1 400 tr/min.
- Transmission manuelle : ZF Ecosplit à 16 rapports avant et 3 marches arrière.
- Ralentisseur : Optibrake - Puissance de retenue : 300 kW à 2 300 tr/min - ou Hydrodynamique Voith 3250 (option).

## Rehausse de la cabine (2008)
Pour son dernier restylage, la cabine gagne en hauteur, passant de 1,87 m intérieur à l'origine à 2,0 mètres. La nouvelle rehausse donne au Magnum une hauteur totale de 4,00 m. La planche de bord et la mécanique restent inchangées sur l'essentiel. Les études pour le renouvellement de la gamme lourde de Volvo AB ont déjà débuté. Cinq ans plus tard, Renault Trucks dévoile la gamme T, avec une version haut de gamme aussi à plancher plat. Le concept marquant du Magnum lui survivra donc. Pour respecter la norme Euro V, les moteurs sont réglés à 440, 480 et 520 ch.
Le 21 juin 2013, la production s'est arrêtée (le dernier Magnum porte le numéro 129.346) pour laisser la place sur les chaînes à la gamme T.

## Le Magnum à l'étranger
De 1999 à 2003,, le Magnum a été fabriqué et distribué en Australie sous le nom de Mack, avec la cabine de 1997 à 2001 équipé du moteur diesel Cummins Signature de 15 litres développant 565 chevaux.

## Séries spéciales
Deux séries spéciales sont sorties, l'une en 2009 nommée "route 66 Edition" pour marquer un coup promotionnel à succès qu'a été l'envoi de deux Magnum sur la route 66.
Une autre en 2011, où Renault Trucks présente le Magnum Legend qui célèbre les 20 ans du Magnum en reprenant en partie les couleurs extérieures du premier modèle. Elle est limitée à 99 exemplaires numérotés.